# Protonemestrius
Protonemestrius — вимерлий рід двокрилих комах родини шпилькаркових (Nemestrinidae), що існував у пізній юрі та на початку крейди (165—122 млн років тому). Викопні відбитки комах знайдені в Китаї та Казахстані.

## Види
- Protonemestrius beipiaoensis
- Protonemestrius bequaerti
- Protonemestrius handlirschi
- Protonemestrius jurassicus
- Protonemestrius magnus
- Protonemestrius martynovi
- Protonemestrius rasnitsyni
- Protonemestrius rohdendorfi